# Anatolij Sahorodnij (Physiker)

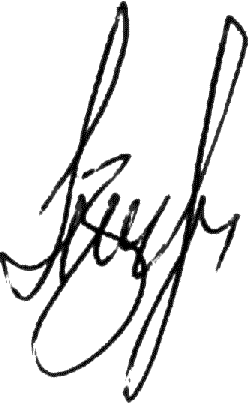
Signatur Anatolij Sahorodnijs

Anatolij Hlibowytsch Sahorodnij (ukrainisch Анатолій Глібович Загородній; * 29. Januar 1951 in Welyka Bahatschka, Ukrainische SSR) ist ein ukrainischer theoretischer Physiker und Präsident der Nationalen Akademie der Wissenschaften der Ukraine.

## Leben
Anatolij Sahorodnij kam 1951 in der heutigen Siedlung städtischen Typs Welyka Bahatschka in der ukrainischen Oblast Poltawa zur Welt.
Er absolvierte 1972 die Fakultät für Radiophysik der Staatlichen Universität Charkiw.
Seit 1972 war er unter anderem am Institut für Theoretische Physik M. M.Boholjubow der Ukrainischen Akademie der Wissenschaften tätig. Hier war er von 1980 bis 1988 Wissenschaftlicher Sekretär, zwischen 1989 und 2002 stellvertretender Direktor für Forschung, von 1996 bis 2016 Leiter der Abteilung für Theorie und Modellierung von Plasmaprozessen und seit 2003 Direktor.
Seine Dissertation über Fluktuationen und Spektren begrenzter Plasmastrahlung verteidigte er 1978, woraufhin er Kandidat für physikalische und mathematische Wissenschaften in "Theoretischer Physik" wurde.
Eine weitere Dissertation verteidigte er 1990 über Elektromagnetische Schwankungen in begrenzten plasmamolekularen Systemen, woraufhin er in Plasmaphysik zum Doktor der Physikalischen und Mathematischen Wissenschaften promovierte. 1997 wählte man ihn zum korrespondierenden Mitglied der Nationalen Akademie der Wissenschaften der Ukraine mit Schwerpunkt Theoretische Physik, Plasmaphysik und 1998 erhielt er den wissenschaftlichen Titel eines Professors. Zum Akademiker der Nationalen Akademie der Wissenschaften der Ukraine mit Schwerpunkt Theoretische Physik, Physik von Plasmaprozessen wurde er 2006 gewählt und in den Jahren 2009 bis 2011 war er der Wissenschaftliche Leiter der Nationalen Akademie der Wissenschaften der Ukraine.
2011 wurde er Vizepräsident der Akademie und im März 2020 wurde er, mit der Unterstützung des langjährigen Präsidenten der Akademie Borys Paton, für das Amt des Präsidenten der Wissenschaftlichen Akademie nominiert.
Nach dem Tod Borys Patons († 19. August 2020) wurde Sahorodnij am 7. Oktober 2020 zum Präsidenten der Akademie gewählt.
Anatolij Sahorodnij lehrt als Professor am Institut für Quantenfeldtheorie der Fakultät für Physik der Nationalen Taras-Schewtschenko-Universität Kiew. Außerdem lehrt er seit 2018 an der Akademischen Universität Kiew der Nationalen Akademie der Wissenschaften der Ukraine sowie am Ministerium für Bildung und Wissenschaft der Ukraine. Er war zudem Professor an der Kiew-Mohyla-Akademie. Seit Januar 2017 ist er Vorsitzender des Aufsichtsrats der Nationalen W.-N.-Karasin-Universität Charkiw.
Am 20. Januar 2021 wurde Sahorodnij Mitglied des Nationalen Sicherheits- und Verteidigungsrates der Ukraine.

## Werk
Sein wissenschaftliches Werk ist den Problemen der theoretischen und mathematischen Physik, der Plasmatheorie und der statistischen Physik gewidmet: So entwickelte er eine statistische Theorie räumlich begrenzter plasmamolekularer Systeme und eine sequentielle kinetische Theorie pulverförmigen Plasmas. Des Weiteren formulierte er strenge mikroskopische Gleichungen sowie eine Kette von Bogoljubow-Gleichungen für ein solches Plasma und entwickelte eine Theorie der Bremsstrahlung in plasmamolekularen Systemen.
Sahorodnij ist der Verfasser von mehr als 200 wissenschaftlichen Arbeiten, darunter die Monographie Statistical Theory of Plasma-Molecular Systems.

## Ehrungen
- Geehrter Arbeiter der Wissenschaft und Technologie der Ukraine (2012)[6]
- Ukrainischer Verdienstorden 2. Klasse (2016)[7]
- Ukrainischer Verdienstorden 3. Klasse (2008)[8]
- Staatspreis der Ukraine im Bereich Wissenschaft und Technologie (2005; für Arbeiten zur Plasmaphysik)[9]

Außerdem ist er seit 2004 Korrespondierendes Mitglied der Europäischen Akademie der Wissenschaften, Künste und Literatur, seit 2011 Ausländisches Mitglied der Russischen Akademie der Wissenschaften und seit 2010 Ehrendoktor des Instituts für Festkörperphysik. 2012 wurde er als korrespondierendes Mitglied in die Österreichische Akademie der Wissenschaften aufgenommen.